# Agustín
Agustín ist ein spanischer männlicher Vorname.

## Herkunft und Bedeutung
Agustín ist eine spanische Variante des männlichen Vornamens Augustin.

## Namensträger
- Agustín Almendra (* 2000), argentinischer Fußballspieler
- Agustín Almodóvar (* 1955), spanischer Filmproduzent und Schauspieler
- Agustín Barrios (1885–1944), paraguayischer Komponist und Gitarrist
- Agustín Bernasconi (* 1996), argentinischer Sänger und Schauspieler
- Agustín de Betancourt (1758–1824), spanischer Ingenieur und russischer General
- Agustín Calleri (* 1976), argentinischer Tennisspieler
- Agustín del Castillo (1565–1626), spanischer Maler
- Agustín Cejas (1945–2015), argentinischer Fußballspieler
- Agustín Delgado (El Tin; * 1974), ecuadorianischer Fußballspieler
- Agustín Durán (1789–1862), spanischer Literaturwissenschaftler
- Agustín Eyzaguirre (1768–1837), chilenischer Politiker
- Agustín Farías (* 1987), argentinischer Fußballspieler
- Agustín Gamarra (1785–1841), peruanischer General und Politiker, Präsident 1829–33 und 1838–41
- Agustín García-Gasco Vicente (1931–2011), spanischer Geistlicher, Erzbischof von Valencia
- Agustín González (Escopeta; 1900–1985), mexikanischer Fußballspieler
- Agustín González (1930–2005), spanischer Schauspieler
- Agustín Ibarrola (1930–2023), spanisch-baskischer Maler und Bildhauer
- Agustín de Itúrbide (1783–1824), mexikanischer Feldherr, Politiker und Kaiser von Mexiko
- Agustín Julio (* 1974), kolumbianischer Fußballspieler
- Agustín Landa Verdugo (1923–2009), mexikanischer Architekt
- Alejandro Agustín Lanusse (1918–1996), argentinischer Militär und Politiker
- Agustín Lara (1897–1970), mexikanischer Komponist und Sänger
- Agustín Lazo (1896–1971), mexikanischer Künstler, Bühnenmaler, Kostümbildner und Dramaturg
- Agustín Moreto (1618–1669), spanischer Dichter
- Agustín Muñoz Grandes (1896–1970), spanischer General
- Agustín Domínguez Muñoz (1932–2010), spanischer Fußballfunktionär
- Agustín Fernando Muñoz y Sánchez (1808–1873), morganatischer Ehemann der spanischen Königin Maria Christina
- Agustín Navarro (1926–2001), spanischer Regisseur und Drehbuchautor
- Agustín Hernández Navarro (1924–2022), mexikanischer Architekt und Bildhauer
- Agustín Orión (* 1981), argentinischer Fußballspieler
- Agustín Parrado y García (1872–1946), spanischer Geistlicher, Erzbischof von Granada
- Agustín Pichot (* 1974), argentinischer Rugby-Union-Spieler
- Agustín Rogel (* 1997), uruguayischer Fußballspieler
- Agustín Sánchez Vidal (* 1948), spanischer Schriftsteller und Hochschullehrer
- Agustín Sauto Arana (Bata; 1908–1986), spanischer Fußballspieler
- Agustín Tamames (* 1944), spanischer Radrennfahrer
- Agustín Torassa (* 1988), argentinischer Fußballspieler
- Agustín Urzi (* 2000), argentinischer Fußballspieler
- Agustín Velotti (* 1992), argentinischer Tennisspieler

### Familienname
- Antonio Agustin (Antonio Agustín y Albanell; 1516–1586), spanischer Humanist, Historiker und Jurist sowie Erzbischof von Tarragona
- José Agustín Marozzi (1908–2000), argentinischer Geistlicher
- Manuel Agustín (1912–?), spanischer Hockeyspieler
- Pedro Cebrián y Agustín (1687–1752), Vizekönig von Neuspanien